# Clossiana charis
Clossiana charis är en fjärilsart som beskrevs av Charles Oberthür 1891. Clossiana charis ingår i släktet Clossiana och familjen praktfjärilar. Inga underarter finns listade i Catalogue of Life.